# ويليام هيمبل آرثر
وليام هيمبل آرثر (بالإنجليزية: William Hemple Arthur)‏ (من مواليد 1 أبريل 1856 - تُوفى في 19 أبريل 1936) وهو طبيبا وضابطا في الجيش وكان عميداً أمريكيا نشطا خلال الحرب العالمية الأولى.

## حياته
ولد آرثر في فيلادلفيا، بنسلفانيا. حصل على درجة الدكتوراه من جامعة ميريلاند (كوليج بارك) في عام 1877.

## عمله
في عام 1881، تم تعيين آرثر جراح مساعد في جيش الولايات المتحدة.
في 18 فبراير 1886 تم ترقيم آرثر إلى مساعد جراح.
في الفترة من 1899 إلى 1900، قاد سفينة خلال الحرب الأمريكية الإسبانية. وكان مع بعثة الإغاثة الصينية عام 1900، ثم كان في الفلبين من عام 1900 إلى عام 1902. كما خدم مهام مع الجنود الرئيسية ومركز والتر الطبي في واشنطن العاصمة حتى عام 1915.
في تشرين الأول / أكتوبر 1915، أصبح آرثر القائد الثالث لقسم البحوث الطبية في الجيش و كلية الدراسات العليا حتى تقاعده في 3 ديسمبر 1918. تمت ترقية آرثر إلى عميد في الجيش الوطني من 7 أغسطس 1917.
بعد تقاعده، أصبح المدير الطبي لمستشفى جامعة جورج تاون.

## وفاته
توفي وليام هيمبل آرثر في سن الثمانين في 19 أبريل 1936.